# Liste der Biografien/Neuf
Liste der Biografien |
Portal Biografien |
Personensuche
# |
A |
B |
C |
D |
E |
F |
G |
H |
I |
J |
K |
L |
M |
N |
O |
P |
Q |
R |
S |
T |
U |
V |
W |
X |
Y |
Z |
?
 
Na |
Nb |
Nc |
Nd |
Ne |
Nf |
Ng |
Nh |
Ni |
Nj |
Nk |
Nl |
Nm |
Nn |
No |
Nr |
Ns |
Nt |
Nu |
Nv |
Nw |
Nx |
Ny |
Nz
 
Nea |
Neb |
Nec |
Ned |
Nee |
Nef |
Neg |
Neh |
Nei |
Nej |
Nek |
Nel |
Nem |
Nen |
Neo |
Nep |
Ner |
Nes |
Net |
Neu |
Nev |
New |
Nex |
Ney |
Nez
 
Neub |
Neuc |
Neud |
Neue |
Neuf |
Neug |
Neuh |
Neui |
Neuj |
Neuk |
Neul |
Neum |
Neun |
Neup |
Neur |
Neus |
Neut |
Neuv |
Neuw |
Neuy |
Neuz
Die Liste der Biografien führt alle Personen auf, die in der deutschsprachigen Wikipedia einen Artikel haben. Dieses ist eine Teilliste mit 68 Einträgen von Personen, deren Namen mit den Buchstaben „Neuf“ beginnt.

## Neuf
- Neuf, Anna Maria de († 1714), Druckerin

### Neufa
- Neufang, Jens (* 1960), deutscher Jazzmusiker (Saxophone, Klarinetten, auch Flöte)
- Neufang, Robert (1901–1972), deutscher Politiker (KP)
- Neufanger, Marcus (* 1964), deutscher Künstler

### Neufc
- Neufchâtel, Nicolas, flämischer Maler

### Neufe
- Neufeld, Alexander (1899–1977), ungarischer, österreichischer und israelischer Fußballspieler und -trainer
- Neufeld, Andreas (* 1976), deutscher Violinist Russlanddeutscher Herkunft
- Neufeld, Annedore, deutsche Dirigentin und Kirchenmusikerin
- Neufeld, Clemens (* 1970), österreichischer Musikproduzent und DJ
- Neufeld, Elizabeth F. (* 1928), US-amerikanische Genetikerin
- Neufeld, Eugen (1882–1950), österreichischer Schauspieler
- Neufeld, Fred (1869–1945), deutscher Arzt und Bakteriologe
- Neufeld, Georg (1627–1673), deutscher Philosoph und Bibliothekar
- Neufeld, Gordon (* 1946), kanadischer Entwicklungspsychologe und AutorGordon Neufeld (* 1946)

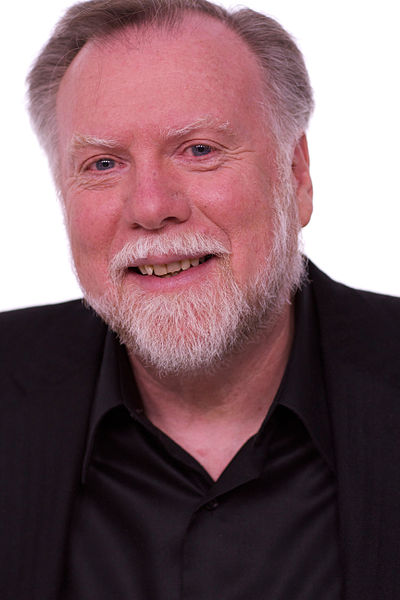
Gordon Neufeld (* 1946)

- Neufeld, Karl (1856–1918), Kaufmann und politischer Agent
- Neufeld, Karl Heinz (* 1939), deutscher katholischer Moraltheologe
- Neufeld, Kevin (1960–2022), kanadischer Ruderer
- Neufeld, Mace (1928–2022), US-amerikanischer Filmproduzent
- Neufeld, Max (1887–1967), österreichischer Schauspieler und Filmregisseur
- Neufeld, Ray (* 1959), kanadischer Eishockeyspieler
- Neufeld, Rudi (* 1947), deutscher Fußballspieler
- Neufeld, Sarah (* 1979), kanadische Geigerin und KomponistinSarah Neufeld (* 1979)

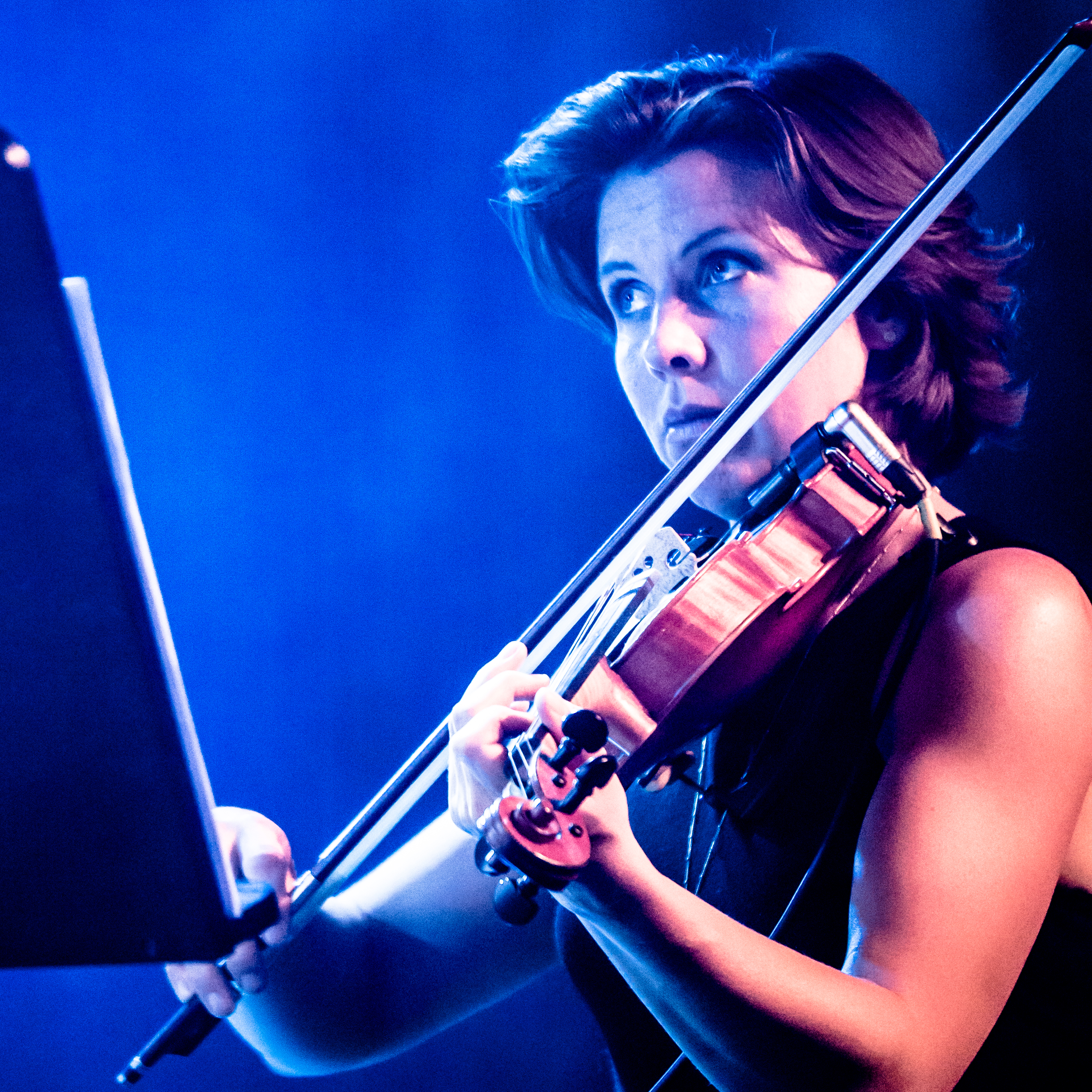
Sarah Neufeld (* 1979)

- Neufeld, Sebastian (* 1981), deutscher Volleyballspieler
- Neufeld, Siegbert (1891–1971), deutsch-israelischer Rabbiner und Historiker
- Neufeld, Sigmund (1896–1979), US-amerikanischer Filmproduzent, spezialisiert auf B-Pictures
- Neufeld, Todd (* 1981), US-amerikanischer Jazzmusiker
- Neufeld, Wilhelm (1908–1995), deutscher Grafiker, Typograf, Buchkünstler, Pressendrucker, Maler und Bildhauer
- Neufeld, William (1901–1992), US-amerikanischer Speerwerfer
- Neufeldt, Evan (* 1987), kanadischer Skeletonpilot
- Neufeldt, Günther (* 1956), deutscher Fernsehjournalist
- Neufeldt, Hans (1874–1963), deutscher Ingenieur
- Neufeldt, Karl (1838–1921), österreichischer Industrieller
- Neufeldt, Tanya (* 1972), deutsche Schauspielerin
- Neufert, Andreas (* 1961), deutscher Kunsthistoriker und Publizist
- Neufert, Detlev F. (* 1948), deutscher Autor und Regisseur
- Neufert, Ernst (1900–1986), deutscher Architekt, Bauhauslehrer, Autor der Bauentwurfslehre
- Neufert, Hermann (1858–1935), deutscher Lehrer und Stadtschulrat
- Neufert, Peter (1925–1999), deutscher Architekt

### Neuff
- Neuffer, Adolf von (1845–1924), bayerischer Verwaltungsbeamter
- Neuffer, Annette (* 1966), deutsche Jazzmusikerin
- Neuffer, Christian Ludwig (1769–1839), deutscher Dichter und Theologe
- Neuffer, Dagobert (1851–1939), deutscher Theaterschauspieler, -regisseur und -direktor
- Neuffer, Eduard (1900–1954), deutscher Archäologe
- Neuffer, Franz Bernhard (* 1747), deutscher katholischer Schriftsteller
- Neuffer, Friedrich Wilhelm (1882–1960), deutscher Bauingenieur und Wissenschaftler
- Neuffer, Hans (1892–1968), deutscher Arzt, Publizist und Präsident der Bundesärztekammer
- Neuffer, Hugo (1872–1947), deutscher Verwaltungsjurist
- Neuffer, Jochen (* 1982), deutscher Komponist, Arrangeur und Dirigent
- Neuffer, Johann Valentin (1572–1610), deutscher Jurist und Professor für Jurisprudenz in Tübingen
- Neuffer, Karl August von (1770–1822), württembergischer Generalmajor und Gesandter
- Neuffer, Martin (1594–1638), deutscher Jurist
- Neuffer, Martin (1924–2004), deutscher Jurist und Politiker (SPD)
- Neuffer, Susanne (* 1951), deutsche Schriftstellerin
- Neuffer-Stavenhagen, Hildegard (1866–1939), deutsche Schriftstellerin

### Neufv
- Neufville de Villeroy, Camille de (1606–1693), Erzbischof von Lyon
- Neufville de Villeroy, Madeleine Angélique (1707–1787), französische Adlige und Salonnière
- Neufville, Alfred von (1856–1900), Bankier in Frankfurt am Main
- Neufville, Charles de († 1642), Gouverneur von Lyon, Botschafter beim Heiligen Stuhl
- Neufville, Georg von (1883–1941), deutscher Generalmajor, nationalsozialistischer Funktionär
- Neufville, Gerhard von (1590–1648), deutscher Mediziner, Mathematiker und Physiker
- Neufville, Gustav von (1820–1886), deutscher Bankier und Abgeordneter
- Neufville, Johann Jacob de (1684–1712), deutscher Organist und Komponist
- Neufville, Louis François Anne de (1695–1765), Gouverneur von Lyon
- Neufville, Marilyn (* 1952), britisch-jamaikanische Sprinterin
- Neufville, Rudolf de (1867–1937), deutscher Chemiker und Mitglied des Provinziallandtages der Provinz Hessen-Nassau
- Neufville, Sebastian de (1790–1849), deutscher Bankier und Politiker der Freien Stadt Frankfurt
- Neufville, Wilhelm von (1777–1819), fürstlich nassauischer Oberforstmeister
- Neufville-Humser, Jacob Wilhelm de (1794–1859), deutscher Kaufmann und Abgeordneter